# Семёнов, Владимир Михайлович (дипломат)
Влади́мир Миха́йлович Семёнов (род. 17 августа 1928, Петровск, Саратовская область) — советский и российский дипломат. Чрезвычайный и полномочный посол.

## Биография
В 1951 году окончил МГИМО. Кандидат исторических наук.
- В 1951—1954 годах — сотрудник центрального аппарата НКИД СССР.
- В 1954—1959 годах — сотрудник посольства СССР в Великобритании.
- В 1959—1962 годах — сотрудник центрального аппарата НКИД СССР.
- В 1962—1968 годах — первый секретарь, советник посольства СССР в Канаде.
- В 1968—1972 годах — сотрудник центрального аппарата МИД СССР.
- В 1972—1978 годах — советник, советник-посланник посольства СССР в Великобритании.
- В 1978—1984 годах — на ответственной работе в центральном аппарате МИД СССР.
- С 10 августа 1984 по 15 июля 1987 года — чрезвычайный и полномочный посол СССР в Сингапуре.
- С 20 марта 1987 по 22 июня 1990 года — чрезвычайный и полномочный посол СССР в Индонезии.
- В 1990—1993 годах — на ответственной работе в центральном аппарате МИД СССР (с 1991 — России).

С 1993 года в отставке.

## Сочинения
- «Каким был для меня XX век. Российский посол в отставке вспоминает и размышляет» (2001)

## Награды
- Орден Дружбы народов (1967)
- Медаль «За доблестный труд. В ознаменование 100-летия со дня рождения В. И. Ленина» (1970)